# CUTL1
La proteína 1 tipo Cut (CUTL1) es una proteína codificada en humanos por el gen CUTL1.
La proteína CUTL1 pertenece a la familia de proteínas de unión a ADN con homeodominios. Esta proteína regula la expresión génica, procesos de morfogénesis y diferenciación celular, y también podría estar implicada en el progreso del ciclo celular. Se han descrito diversas variantes transcripcionales de este gen, pero algunas de ellas aún no han sido completamente caracterizadas.

## Interacciones
La proteína CUTL1 ha demostrado ser capaz de interaccionar con:
- CREBBP[5]
- SATB1[6]
- Proteína del retinoblastoma[7]